# Tristagma lomarum
Tristagma lomarum är en amaryllisväxtart som beskrevs av Pierfelice Ravenna. Tristagma lomarum ingår i släktet Tristagma och familjen amaryllisväxter. Inga underarter finns listade i Catalogue of Life.